# Крчевина (Ормож)
Крчевина (словен. Krčevina) је насељено мјесто у општини Ормож, Подравска регија, Словенија.

## Историја
До територијалне реорганизације у Словенији била је у саставу старе општине Ормож.

## Становништво
У попису становништва из 2011. године, Крчевина је имала 66 становника.
| Број становника према пописима | Број становника према пописима | Број становника према пописима |
| ------------------------------ | ------------------------------ | ------------------------------ |
| 1991                           | 2002                           | 2011                           |
| 70                             | 72                             | 66                             |